# Starszy chorąży
Starszy chorąży (st. chor.) – stopień wojskowy Wojsk Lądowych i Sił Powietrznych RP w korpusie podoficerskim (do 2004 roku w osobnym korpusie chorążych).
Stopień starszego chorążego został wprowadzony w Wojsku Polskim na podstawie ustawy z dnia 29 marca 1963 o służbie wojskowej chorążych Sił Zbrojnych, która weszła w życie 4 kwietnia tego roku. Był wówczas jednym z dwóch stopni występujących w korpusie chorążych Sił Zbrojnych. Na stopień starszego chorążego mianował minister obrony narodowej, a w wojskach wewnętrznych – minister spraw wewnętrznych. Na stopień starszego chorążego mógł być mianowany chorąży po przesłużeniu w tym stopniu pięciu lat. 
W hierarchii wojskowej stoi bezpośrednio wyżej od chorążego i niżej od starszego chorążego sztabowego.
| Stopnie równorzędne                   | Stopnie równorzędne                                     | Stopnie równorzędne                  |
| Nazwa stopnia                         | Nazwa formacji, w której stopień występuje (występował) | Okres występowania                   |
| ------------------------------------- | ------------------------------------------------------- | ------------------------------------ |
| starszy chorąży marynarki             | Marynarka Wojenna                                       | od 4 kwietnia 1963                   |
| starszy chorąży                       | Służba Kontrwywiadu Wojskowego                          | od 1 października 2006               |
| starszy chorąży                       | Służba Wywiadu Wojskowego                               | od 1 października 2006               |
| starszy chorąży                       | Agencja Bezpieczeństwa Wewnętrznego                     | od 29 czerwca 2002                   |
| starszy chorąży                       | Agencja Wywiadu                                         | od 29 czerwca 2002                   |
| starszy chorąży                       | Urząd Ochrony Państwa                                   | od 10 maja 1990 do 29 czerwca 2002   |
| starszy chorąży                       | Biuro Ochrony Rządu                                     | do 1 lutego 2018                     |
| starszy chorąży SOP                   | Służba Ochrony Państwa                                  | od 1 lutego 2018                     |
| starszy chorąży Służby Więziennej     | Służba Więzienna                                        | od 26 listopada 1983                 |
| starszy chorąży Straży Granicznej     | Straż Graniczna                                         | od 19 listopada 1990                 |
| starszy chorąży pożarnictwa           | Straże pożarne                                          | od 1 maja 1975 do 1 stycznia 1992    |
| starszy aspirant                      | Państwowa Straż Pożarna                                 | od 1 stycznia 1992                   |
| starszy aspirant Policji              | Policja                                                 | od 10 października 1995              |
| starszy chorąży Milicji Obywatelskiej | Milicja Obywatelska i Służba Bezpieczeństwa             | od 29 listopada 1974 do 10 maja 1990 |

## Oznaczenie stopnia
Zgodnie z przepisami ubiorczymi żołnierzy Wojska Polskiego z 1972 roku starszy chorąży nosił na środku taśmy otokowej czapki garnizonowej podoficera umieszczone w linii równoległej do krawędzi taśmy dwie gwiazdki, przy czym odległość między ramionami gwiazdek wynosiła 2 mm. 
Naramienniki obszyte wokół (z wyjątkiem miejsca wszycia rękawa) jednolitą taśmą szerokości 5 mm. Ponadto dwie gwiazdki umieszczone wzdłuż linii prostej biegnącej przez środek naramiennika; pierwsza w odległości 3 cm od wszycia rękawa, drugą w odległości 5 mm od wierzchołka ramienia pierwszej gwiazdki do kąta wklęsłego między dwoma ramionami drugiej gwiazdki.